# NWA 3009

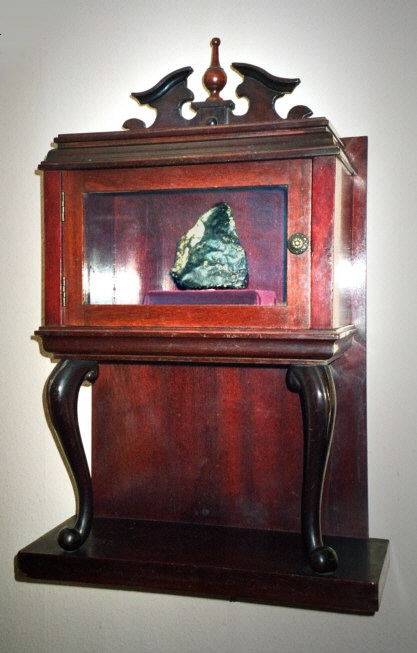
Meteoritenexemplar NWA 3009 im Sammlungsschrein des Besitzers

NWA 3009 (Northwest Africa 3009) ist ein Steinmeteorit, der im Jahre 2001 in der Nähe von Zag in Marokko gefunden wurde.
Meteoriten werden in der Regel nach der nächsten Ortschaft zum Fundort benannt. Die in den Wüsten Nordafrikas gefundenen Meteoriten werden dagegen meist mit der Bezeichnung NWA (Northwest Africa) und einer laufenden Nummer versehen.

## Klassifikation
NWA 3009 besitzt eine Masse von 1500 Gramm. Der Meteorit wurde 2003 vom Mineralogisch-petrographischen Institut der Universität Hamburg wissenschaftlich bestimmt und ist im Meteoritical Bulletin Nr. 88 dokumentiert.
Der Meteorit wurde als brekziierter 4,56 Milliarden Jahre alter Chondrit der Klasse L 4 bis 6, mit der Schockklasse S3 und dem Verwitterungsgrad W2 eingeordnet. Er enthält ohne Lupe erkennbare Chondren, Fe/Ni-Einlagerungen und sogar kohlige Einschlüsse (siehe Kohliger Chondrit).

## Herkunft
Wie alle L-Chondrite stammt er vermutlich vom Asteroiden Eros als dieser vor vielleicht Millionen Jahren mit einem anderen Asteroiden kollidierte und Bruchstücke den Asteroidengürtel auf einer exzentrischen Bahn verließen, irgendwann die Erdbahn kreuzten und als Meteoriten abstürzten. Die Reflexionsspektren dieses Asteroiden stimmen ziemlich genau mit denen der L- und der LL-Chondrite überein.
Bislang (11. Oktober 2020) sind weltweit nur 45 dieser L4-6 Chondrite klassifiziert.
NWA 3009 befindet sich in einer Privatsammlung in Oldenburg, Niedersachsen.
Proben des Meteoriten befinden sich im Mineralogischen Museum der Universität Hamburg und im Max-Planck-Institut für Chemie in Mainz.